# Phoroncidia nicoleti Levi,
Phoroncidia nicoleti Levi, là một phân loài nhện trong họ Theridiidae.
Loài này thuộc chi Phoroncidia. Phoroncidia nicoleti Levi, được miêu tả năm bởi 1964.